# Freida Pinto
Freida Selena Pinto (Bombay, 18 de octubre de 1984) es una actriz y modelo profesional india, conocida sobre todo por su papel como Latika en la película Slumdog Millionaire, ganadora del premio de la academia como mejor película de 2008. Pinto ganó un premio GUILD por su sobresaliente actuación como actriz de reparto y fue nominada al BAFTA como mejor actriz secundaria.

## Biografía
Freida Pinto nació en Bombay, hija de Frederick y Silvia Pinto; el primero es Gerente de Banco de Baroda y la madre es directora de un instituto (St. John’s Universal High School). Su padre es originario de Neerude y su madre de Derebail (ambos poblados cercanos a Bangalore). Su apellido es de origen portugués, debido al resultado de la conversión de sus antepasados al catolicismo por los misioneros. Su familia la crio en la comunidad católica en Bangalore y Bombay. Su hermana mayor, Sharon, es productora asociada de un canal de noticias local (NDTV news channel). Pinto estudió en el Instituto Carmel de la escuela St. Joseph en Malad (suburbio de Bombay) y completó su Licenciatura en Arte y Literatura Inglesa en el St. Xavier's College de Mumbai.
Ha estudiado diferentes formas de Danzas clásicas de la India, así como también salsa.

## Carrera
Antes de protagonizar Slumdog Millionaire, Pinto estaba en el programa de viajes internacionales, Full Circle, en Zee International Asia Pacific en Inglés entre 2006-2008. Pinto también fue presentada en varios programas de televisión y anuncios impresos de productos como la goma de mascar Wrigley, Skoda, Vodafone India, Airtel, y DeBeers. 

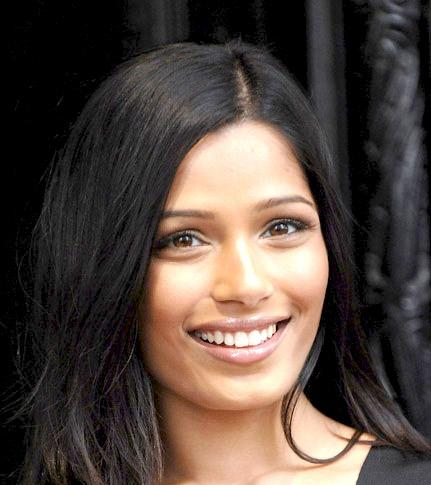
Freida Pinto en Londres

Pinto trabajó como modelo durante cuatro años y apareció en desfiles y portadas de revistas. Estudió actuación en el estudio The John Barry en Andheri y fue entrenada por el director de teatro John Barry. Después de seis meses de audiciones, recibió una llamada para Slumdog Millionaire. Pinto hizo la prueba para Danny Boyle, fue preseleccionada y finalmente escogida para protagonizar la película.
Pinto hizo su debut cinematográfico en 2008 en Slumdog Millionaire, donde interpretaba el papel de Latika, la chica de la cual Jamal (Dev Patel) se encontraba enamorado. En el Toronto International Film Festival 2008, la película ganó el Premio People Cadillac. En 2009 en los Globos de Oro, la película ganó cuatro premios. Pinto fue nominada a "Mejor Actriz en un Papel Secundario" en los Premios BAFTA del año 2009. Ese mismo año Pinto ganó el premio del Screen Actors Guild a la Mejor Interpretación de Reparto en una película, junto con otros miembros del reparto de Slumdog Millionaire.
En 2009, Pinto fue presentada en la lista de la revista People de "Las personas más bellas", y en la de "Las Mujeres Mejores Vestidas del Mundo". Ese mismo año, el Daily Telegraph informó de que fue la actriz india mejor pagada (ella no se considera una estrella de Bollywood ya que nunca apareció en una película de Bollywood). En 2009 se la incluyó en la lista de Vogue (revista) de las diez mujeres más elegantes. El 13 de mayo de 2009, Pinto se convirtió en el nuevo rostro de L'Oréal. En 2010 apareció en el "Top 99 Mujeres Más Deseables" encuesta realizada por Askmen.com. People la nombró como una de las "2012 más bella a cualquier edad".
Pinto coprotagonizó la comedia/drama de Woody Allen, Conocerás al hombre de tus sueños, con Antonio Banderas, Josh Brolin, Anthony Hopkins, Anupam Kher y Naomi Watts, que se estrenó en el Festival de Cine de Cannes 2010.
Pinto apareció en la película de ciencia ficción del 2011, La rebelión del planeta de los simios, una precuela de El planeta de los simios, junto a James Franco. Interpretó a Caroline, una primatóloga, en la película. En el mismo año, también apareció en la película de fantasía y acción-drama, Inmortales, en la que interpretaba a la sacerdotisa oráculo, Fedra. Además interpretó a la princesa Lailah en El príncipe del desierto.
En 2013, participó en el videoclip del cantante Bruno Mars, "Gorilla".

## Caridad

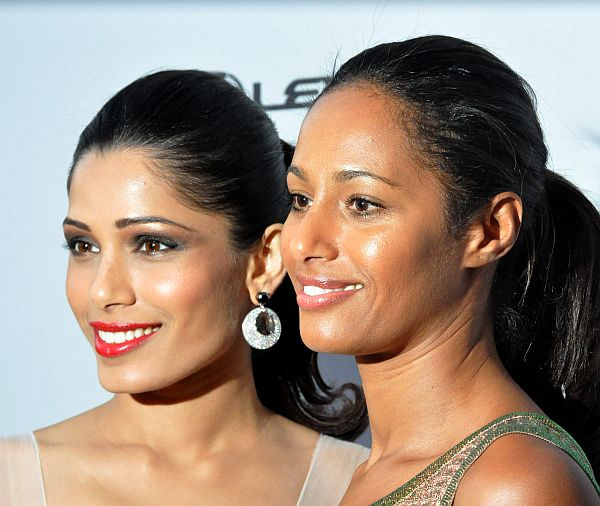
Pinto junto a Rula Jebreal

Pinto se unió a Andre Agassi y Steffi Graf en apoyo de su organización filantrópica "Fundación Agassi ". Es la única actriz india que ha participado en la recaudación de fondos anual titulada, "El 15º Grand Slam para los niños", que tiene como objetivo recaudar fondos para la educación de los niños desfavorecidos.

## Vida personal
Pinto se comprometió con el publicista Rohan Antao en el año 2007, mantenían una relación desde el 2003 pero terminaron su relación en enero de 2009. Desde 2009 hasta 2014 tuvo una relación con Dev Patel, coprotagonista en Slumdog Millionaire. 
En noviembre de 2019 se comprometió con el fotógrafo Cory Tran. En 2020 se casaron en el Honda Center en una ceremonia íntima. En junio de 2021 anunció su primer embarazo. En noviembre de ese año anunciaron el nacimiento de su hijo, Rumi-Ray.

## Filmografía
| Año  | Película                          | Personaje       | Notas                         |
| ---- | --------------------------------- | --------------- | ----------------------------- |
| 2008 | Slumdog Millionaire               | Latika          |                               |
| 2010 | Conocerás al hombre de tus sueños | Dia             |                               |
| 2010 | Miral                             | Miral           |                               |
| 2011 | Rise of the Planet of the Apes    | Caroline Aranha |                               |
| 2011 | Trishna                           | Trishna         |                               |
| 2011 | Immortals                         | Fedra           |                               |
| 2011 | Black Gold                        | Princesa Leyla  |                               |
| 2013 | Girl Rising                       | Narración       | Documental                    |
| 2014 | El bailarín del desierto          | Elaheh          |                               |
| 2015 | Knight of Cups                    | Helen           |                               |
| 2015 | Unity                             | Narración       | Documental                    |
| 2015 | Blunt Force Trauma                | Colt            |                               |
| 2016 | Yamasong: March of the Hollows    | Geta            |                               |
| 2018 | Mowgli: Legend of the Jungle      | Messua          |                               |
| 2019 | Only                              | Eva             | Takashi Doscher               |
| 2020 | Love Weeding Repeat               | Amanda          | Película original de Netflix  |
| 2020 | Hillbilly Elegy                   | Usha            | Película original de Netflix  |
| 2020 | Guerrilla                         | Jas Mitra       | Película original de Showtime |
| 2021 | Intrusion                         | Meera           |                               |
| 2021 | Needle in a Timestack             | Alex Leslie     |                               |
| 2022 | Mr. Malcolm's List                | Selina Dalton   |                               |

## Premios y nominaciones
| Año  | Premio                                   | Categoría | Título              | Resultado |
| ---- | ---------------------------------------- | --- | ------------------- | --------- |
| 2008 | Black Reel Awards                        | Mejor Elenco (Compartido con el elenco Dev Patel, Madhur Mittal, Anil Kapoor, Irrfan Khan, Tanay Chheda y Amit Leonard)                                                                                        | Slumdog Millionaire | Nominada  |
| 2009 | Central Ohio Film Critics Association    | Mejor Elenco (Compartido con el elenco Amit Leonard, Tanay Chheda, Irrfan Khan, Dev Patel, Rubina Ali entre otros)                                                                                             | Slumdog Millionaire | Nominada  |
| 2009 | MTV Movie Awards                         | Mejor beso (Compartido con Dev Patel) | Slumdog Millionaire | Nominada  |
| 2009 | MTV Movie Awards                         | Actuación revelación femenina | Slumdog Millionaire | Nominada  |
| 2009 | Palm Springs International Film Festival | Actriz revelación | Slumdog Millionaire | Ganadora  |
| 2009 | Screen Actors Guild Awards               | Mejor Interpretación de un Reparto en una Película (Compartido con Madhur Mittal, Ayush Mahesh Khedekar, Anil Kapoor, Amit Leonard, Dev Patel, Rubina Ali, Tanay Chheda, Ashutosh Lobo Gajiwala y Irrfan Khan) | Slumdog Millionaire | Ganadora  |
| 2009 | Teen Choice Awards                       | Mejor Actriz Película: Drama | Slumdog Millionaire | Nominada  |
| 2009 | Teen Choice Awards                       | Elección Mujer Movie cara nueva | Slumdog Millionaire | Nominada  |
| 2009 | Teen Choice Awards                       | Elección liplock película (Compartido con Dev Patel) | Slumdog Millionaire | Nominada  |

### Premios BAFTA
| Año  | Categoría               | Película            | Resultado |
| ---- | ----------------------- | ------------------- | --------- |
| 2009 | Mejor actriz de Reparto | Slumdog Millionaire | Nominada  |